# Wayne Simien
Wayne Anthony Simien, Jr. (Leavenworth, Kansas, 9 de marzo de 1983) es un exjugador profesional de baloncesto que, tras ser considerado uno de los mejores jugadores universitarios de su época y llegar a proclamarse campeón de la NBA en el 2006, a la edad de 26 años decidió colgar las botas para dedicarse a ejercer como pastor evangélico.

## Carrera

### Universidad
Dio sus primeros pasos en el mundo del baloncesto jugando en el instituto Leavenworth Pioneers. De ahí se marchó a la Universidad de Kansas, convirtiéndose en uno de los jugadores más importantes de los Jayhawks siendo elegido en 2001 para participar en el McDonald's All-American Game. En sus años júnior y sénior fue finalista en la carrera al Premio John R. Wooden y fue elegido Jugador del Año de la Big 12 en su año sénior. Simien finalizó su periplo universitario con 110 victorias y un balance de 12-4 en el torneo de la NCAA.

#### Estadísticas
| Año     | Equipo | PJ  | PT | MPP  | %TC  | %3P  | %TL  | RPP  | APP | ROB | TPP | PPP  |
| ------- | ------ | --- | -- | ---- | ---- | ---- | ---- | ---- | --- | --- | --- | ---- |
| 2001–02 | Kansas | 32  | -  | 15.3 | .553 | -    | .738 | 5.3  | .3  | .6  | .8  | 8.1  |
| 2002–03 | Kansas | 16  | -  | 24.4 | .646 | -    | .676 | 8.2  | .6  | .9  | .3  | 14.8 |
| 2003–04 | Kansas | 32  | -  | 32.7 | .532 | .182 | .811 | 9.3  | 1.2 | .9  | .9  | 17.8 |
| 2004–05 | Kansas | 26  | -  | 34.3 | .552 | .286 | .816 | 11.0 | 1.4 | .6  | .6  | 20.3 |
| Total   | Total  | 106 | -  | 26.6 | .566 | .24  | .784 | 8.3  | 0.9 | .7  | .7  | 15.0 |

### NBA
Fue seleccionado por Miami Heat en la 29.ª posición del Draft de 2005, equipo con el que logró hacerse con el anillo de campeón en el 2006. En su primera temporada en la liga jugó poco, tan solo 43 partidos promediando 3.9 puntos por noche. Sin embargo, su concurso se vio aún más limitado la siguiente campaña, en la que solo disputó 8 encuentros.
En octubre de 2007 fue traspasado a Minnesota Timberwolves junto con Antoine Walker, Michael Doleac y una primera ronda de draft por Ricky Davis y Mark Blount. A los pocos días, Simien fue cortado por los Timberwolves.

### España
En octubre de 2008, ya comenzada la temporada regular, da el salto a Europa para fichar por el Cáceres 2016 de la liga LEB, segunda competición de España en el que sustituiría a Harper Williams que había sido apartado del equipo por problemas disciplinarios de gravedad. Tras disputar un total de 15 partidos con el conjunto extremeño en los que se convirtió en uno de sus integrantes más destacados llegándose a especular con que grandes equipos de Europa podían estar interesados en hacerse con sus servicios, el jugador repentinamente se marchó a Estados Unidos varias jornadas antes de que finalizase la liga regular. Unas semanas después, su agente anunció que Simien no volvería a jugar en el Cáceres 2016, equipo en el que finalizó con unas estadísticas de 16,8 puntos y 8,2 rebotes en los 15 partidos que disputó, ya que una grave situación familiar le impedía regresar a España.

### Retirada
A comienzos de mayo de 2009 el jugador anuncia su decisión de abandonar su carrera deportiva para iniciar su labor como pastor evangélico dentro de la asociación Called to Greatness fundada por el mismo un año antes.
Simien tomó está decisión, pese a que varios equipos tanto de primer nivel europeos como de la NBA se habían interesado en hacerse con sus servicios, tras la experiencia de cuidar a su primo enfermo terminal de cáncer con el que compartió los últimos días de su vida y que le llevó a tomar la decisión de consagrar su labor al cuidado de los enfermos.
En su comunicado de despedida el exbaloncestista afirmó que: "es un momento muy excitante en mi vida. Honestamente puedo decir que estoy más nervioso con este camino para ser sacerdote que cuando me enrolé en la universidad (Kansas) o en la noche del draft"(...)" Estoy oficialmente retirado del baloncesto. Todavía amo este deporte y puedo jugar a gran nivel y vivir muy bien, pero siento más pasión por otras cosas. Esa pasión es por ser sacerdote cristiano y por los jóvenes deportistas."

## Vida personal
Está casado con Katie, desde el 8 de julio de 2006.